# Zoë Karbonopsina
Zoë Karbonopsina (Nederlands: "Met de koolzwarte ogen"; gestorven: na 919) was de keizerin-gemalin van het Byzantijnse Rijk door haar huwelijk met keizer Leo VI van Byzantium en ze was in de periode van 914 tot 919 regent voor haar nog minderjarige zoon Constantijn VII Porphyrogennetos.

## Biografie

### Afkomst
Zoë Karbonopsina behoorde tot de familie van Theophanes de Belijder en een voorvader van haar was de strategos Photeinos. Een ander familielid van haar was de admiraal Himerios.

### Huwelijksperikelen
In 901 overleed keizerin Eudokia Baïana, die de derde vrouw was van keizer Leo VI van Byzantium. De patriarch Nicolaas de Mysticus keurde een vierde huwelijk van de keizer af waardoor Leo's nieuwe maîtresse, Zoë Karbonopsina, als diens concubine bleef dienen totdat ze hem een erfgenaam bezorgde. In 905 baarde Zoë de door Leo VI zo gewenste mannelijke erfgenaam: Constantijn VII.
Patriarch Nicolaas raakte vervolgens betrokken bij een complot tegen de keizer. Toen deze niet slaagde, stemde hij toe om de zoon van keizer Leo te dopen. Leo wilde hierop ook met Zoë trouwen en haar tot augusta (keizerin) kronen, maar de patriarch weigerde hierin mee te gaan. Leo schreef Paus Sergius III aan voor goedkeuring van het huwelijk. Terwijl de paus werkte aan dispensatie ging de keizer over tot het afzetten van de patriarch en verving hem voor Euthymius I. Deze keurde het vierde huwelijk van de keizer goed, maar strafte wel de priester die het huwelijk had voltrokken voordat deze was goedgekeurd.

### Regentes

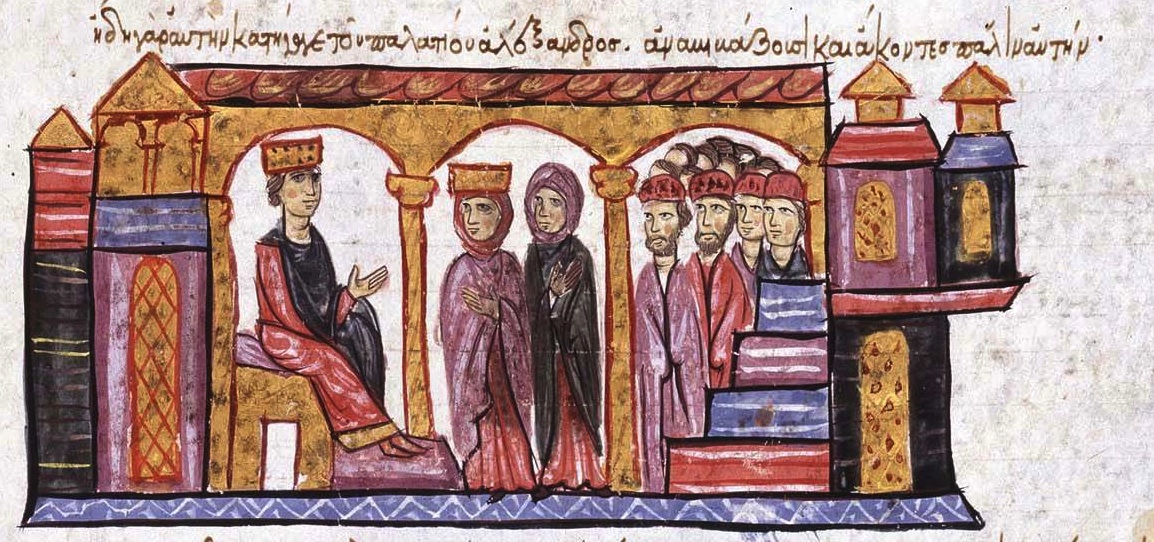
Constantijn VII roept zijn moeder terug uit ballingschap

In 912 overleed keizer Leo VI en werd hij opgevolgd door zijn broer Alexander, omdat de zoon van Leo nog maar zes jaar oud was. Na zijn troonsbestijging verbande de nieuwe keizer Zoë Karbonopsina uit het paleis. Alexander overleed al binnen twee jaar en op zijn sterfbed benoemde hij Constantijn VII tot zijn opvolger en stelde hij een regentenraad van zes personen in. Hiertoe behoorde Zoë, maar ook de door Alexander herstelde patriarch Nicolaas. Bij haar terugkeer naar het paleis werd ze direct weer verbannen door de patriarch en liet Nicolaas decreten uitvaardigen dat ze niet erkend mocht worden als keizerin. Ze werd door hem het klooster in gedwongen.
In 914 smeedde Zoë een complot tegen de patriarch met haar medestanders. Haar mannen wisten Nicolaas uit het paleis te drijven waarop zij de positie in kon nemen als belangrijkste regent. Ze wilde aanvankelijke Euthymius I terug als patriarch, maar deze bedankte. Hierop sloot ze vrede met Nicolaas de Mysticus onder de voorwaarde dat hij haar erkende als augusta. Tijdens haar regentschap ondersteunde ze Ashot II Bagratuni tegen de Arabieren en in 916 sloot ze ook vrede met de Arabieren. Ze had ook het conflict tegen de Bulgaren geërfd en in 917 liet ze haar legers optrekken tegen die van khan Simeon I. In de Slag bij Anchialus werd het Byzantijnse leger van Leo Phocas de Oudere verslagen en werd Constantinopel door de Bulgaren bedreigd.
Het regentschap van Zoë Karbonopsina stond er in 919 niet goed voor, maar met zijn dertien jaar was Constantijn VII nog steeds te jong om te heersen. Uiteindelijk werd er een paleiscoup tegen Zoë opgezet waarin Romanos I Lekapenos de macht greep. Hij huwde zijn dochter Helena uit aan Constantijn en nam de titel van basileopator aan. Romanos liet keizerin Zoë tonsuren vanwege een mogelijke vergiftiging. Ze werd weer verbannen en kwam weer in het klooster terecht.